# Henokiens
Gli Henokiens, o Enochiani, sono i membri di un'associazione che raggruppa esclusivamente società familiari che hanno almeno 200 anni di storia.

## Costituzione
L'idea di creare tale associazione appartiene a Gérard Glotin, amministratore delegato della società "Marie Brizard". Nel 1981 decise di ricercare tutte le imprese familiari che rispondevano al criterio di essere riuscite a sopravvivere per almeno 200 anni. Lo scopo dell'associazione era quello di fornire un supporto morale, culturale e filosofico ai propri membri sul valore del concetto di impresa familiare, in contrapposizione alle aziende multinazionali. La prima riunione generale si tenne a Bordeaux nel 1981; e da allora i membri dell'associazione si riuniscono una volta l'anno in una città diversa.
Per essere membri dell'associazione bisogna rispettare alcuni criteri: 
- avere almeno 200 anni di storia;
- essere guidati da uno dei discendenti del fondatore;
- avere la famiglia ancora proprietaria della società o  azionista di maggioranza;
- essere in buona salute finanziaria.[2]

Il nome fa riferimento all'eccezionale longevità di Enoch, che secondo la Bibbia visse 365 anni.

## Presidenti
- 1981-1986: Gérard Glotin, Marie Brizard
- 1987-1990: Gérard Durant Texte, Griset
- 1991-1995: Ugo Gussalli Beretta, Beretta
- 1996-1997: Riccardo Piacenza, Fratelli Piacenza
- 1998-2001: François Mellerio, Mellerio dits Meller
- 2002-2005: Pina Amarelli, Amarelli
- 2006-2009: Peter von Möller, Möller Group
- 2010-2013: Christophe Viellard, Viellard Migeon & Cie
- 2014-2017: Willem van Eeghen, van Eeghen & Co.
- 2018-: Tokuichi Okaya, Okaya Estate Co.Ltd